# گوهرشناسی

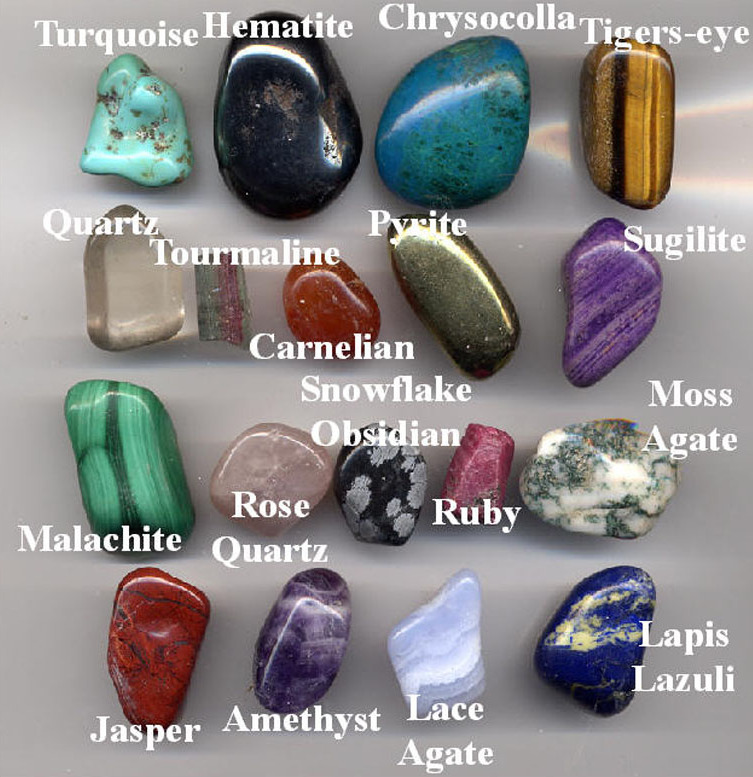
برخی از سنگ‌های قیمتی

گوهرشناسی یا جواهرشناسی (به انگلیسی: Gemology یا Gemmology) دانشی است که به مطالعه جواهرات و سنگ‌های قیمتی طبیعی و مصنوعی می‌پردازد. این دانش در زمرهٔ علوم زمین قرار می‌گیرد و شاخه‌ای از کانی‌شناسی به‌شمار می‌آید. برخی از جواهرسازان به‌طور آکادمیک آموزش گوهرشناسی دیده‌اند و صلاحیت این را دارند که گوهرها را شناسایی و ارزیابی کنند.
اولین آزمایشگاه گوهرشناسی ارائه‌کنندهٔ تجارت جواهر در سال ۱۹۲۵ میلادی در لندن تأسیس شد با نفوذ و تأثیر «مروارید پرورده» ی توسعه یافته جدید و پیشرفت‌هایی در سنتز یاقوت سرخ و یاقوت کبود آغاز به فعالیت نمود. اکنون آزمایشگاه‌های بیشماری در سراسر دنیا وجود دارد که حتی به تجهیزات و تجربیات بسیار زیادی نیاز دارند تا چالش‌های جدیدی نظیر بهسازی گوهرها، سنتتیک‌های جدید و سایر موارد را شناسایی کنند.

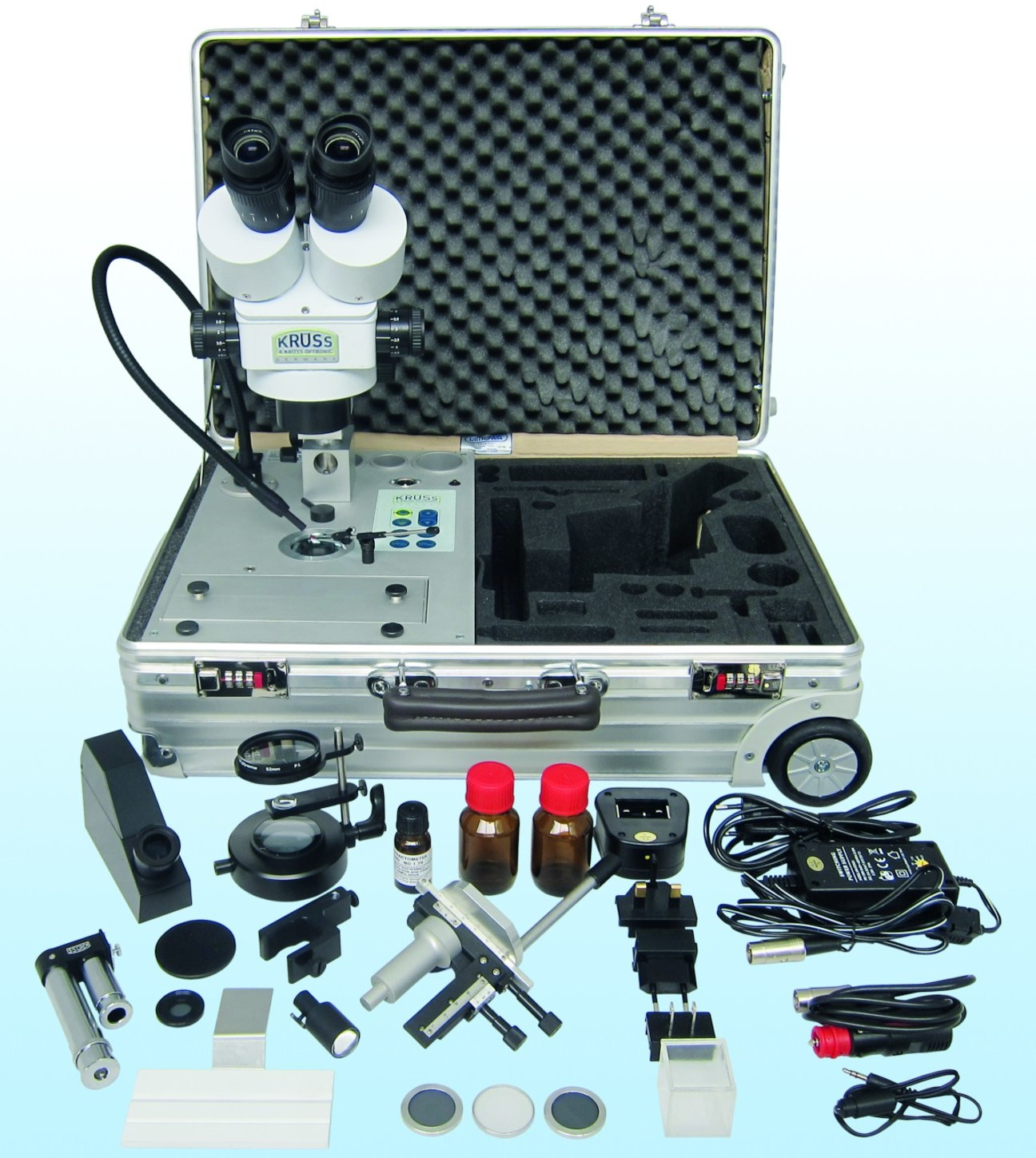
آزمایشگاه مسافرتی

اغلب دشوار است تا قضاوتی کارشناسانه از آزمایشگاه‌های معمولی به دست آید. تجزیه و تحلیل و برآورد در تجارت گوهر سنگ‌ها معمولاً به موقعیت بستگی دارد. گوهرشناسان ماهر و خریداران گوهر سنگ، لابراتوارهای سیار استفاده می‌کنند، که در حالت سفر تمامی ملزومات ضروری را یک جا دارا می‌باشند. چنین آزمایشگاه‌های مسافرتی تجهیزات سیال خود را دارا می‌باشند، که آن‌ها را مستقل می‌نماید. آن‌ها همچنین مناسب برای سفر گوهرشناسان می‌باشند.
گوهر سنگ‌ها در واقع بر اساس ساختار کریستالی خود، وزن مخصوص، ضریب شکست، و دیگر خواص نوری، مانند پلئوکروزیم (پدیدهٔ چند رنگی) دسته‌بندی می‌شوند. ویژگی فیزیکی سختی، توسط مقیاس غیر خطی سختی موس برای سختی کانی‌ها تعیین می‌شود.
گوهرشناسان این فاکتورها را در حال ارزشیابی و تخمین برش و جلای گوهر سنگ‌ها مطالعه می‌نمایند. مطالعهٔ میکروسکوپی گوهرشناسی ساختار درونی، برای تعیین این مورد به کار می‌رود که کجا یک گوهر سنتتیک است یا طبیعی. این کار با ظاهر ساختن ناخالصی‌های سیال طبیعی یا تا اندازه‌ای بخش بیرونی کریستال‌هایی که مدرکی از بهسازی حرارتی به منظور افزایش رنگ دارند انجام می‌شود.
تجزیه و تحلیل طیفی برش گوهر سنگ‌ها نیز اجازه می‌دهد تا گوهرشناس به درک ساختار اتمی و تعیین منشأ آن که فاکتور مهمی در ارزش‌گذاری گوهر سنگ می‌باشد نائل گردد. به عنوان مثال، یک یاقوت سرخ برمه نسبت به یک نوع تایلندی واریانس فعالیت داخلی و بصری را آشکار خواهد ساخت.
زمانی که گوهر سنگ‌ها به حالت راف یا تراش نخورده هستند، گوهرشناس ساختار بیرونی را مطالعه می‌کند؛ سنگ میزبان و تجمع کانی؛ و رنگ طبیعی و جلاء. در ابتدا، سنگ به وسیلهٔ رنگ آن، ضریب شکست، خاصیت بصری، وزن مخصوص، شاخص انکسار نور و آزمایش ویژگی‌های درونی تحت بزرگنمایی شناسایی می‌شود.

## شناسایی عمومی سنگ‌ها
شناسایی گوهر اساساً یک فرایند حذف یا کنار گذاشتن است. گوهر سنگ‌های با رنگ مشابه دستخوش آزمایش بصری غیر مخرب می‌شوند تا اینکه تنها یک امکان شناسایی باقی بماند. هر آزمایش تنها، یک دلالت‌کننده است. به عنوان مثال، وزن مخصوص یاقوت ۴٫۰۰، شیشه ۳٫۱۵–۴٫۲۰ و کوبیک زیرکن ۵٫۶–۵٫۹ می‌باشد؛ بنابراین به راحتی می‌توان تفاوت میان کوبیک زیرکن و دو مورد مذکور را گفت، اگر چه همپوشانی بین شیشه و یاقوت وجود دارد.
و با تمامی مواد طبیعی موجود در آن‌ها، هیچ‌یک از دو گوهر یکسان نمی‌باشند. پیرامون زمین‌شناسی که آن‌ها تحت تأثیر کلی به وجود آمده‌اند به‌طوری‌که با اصول اولیه می‌توانند شناسایی شوند، حضور ناخالصی شیمیایی، و جایگزینی در امتداد آن و عیوب ساختاری «خاص‌ها» را به وجود می‌آورند.

### شناسایی از طریق ضریب شکست

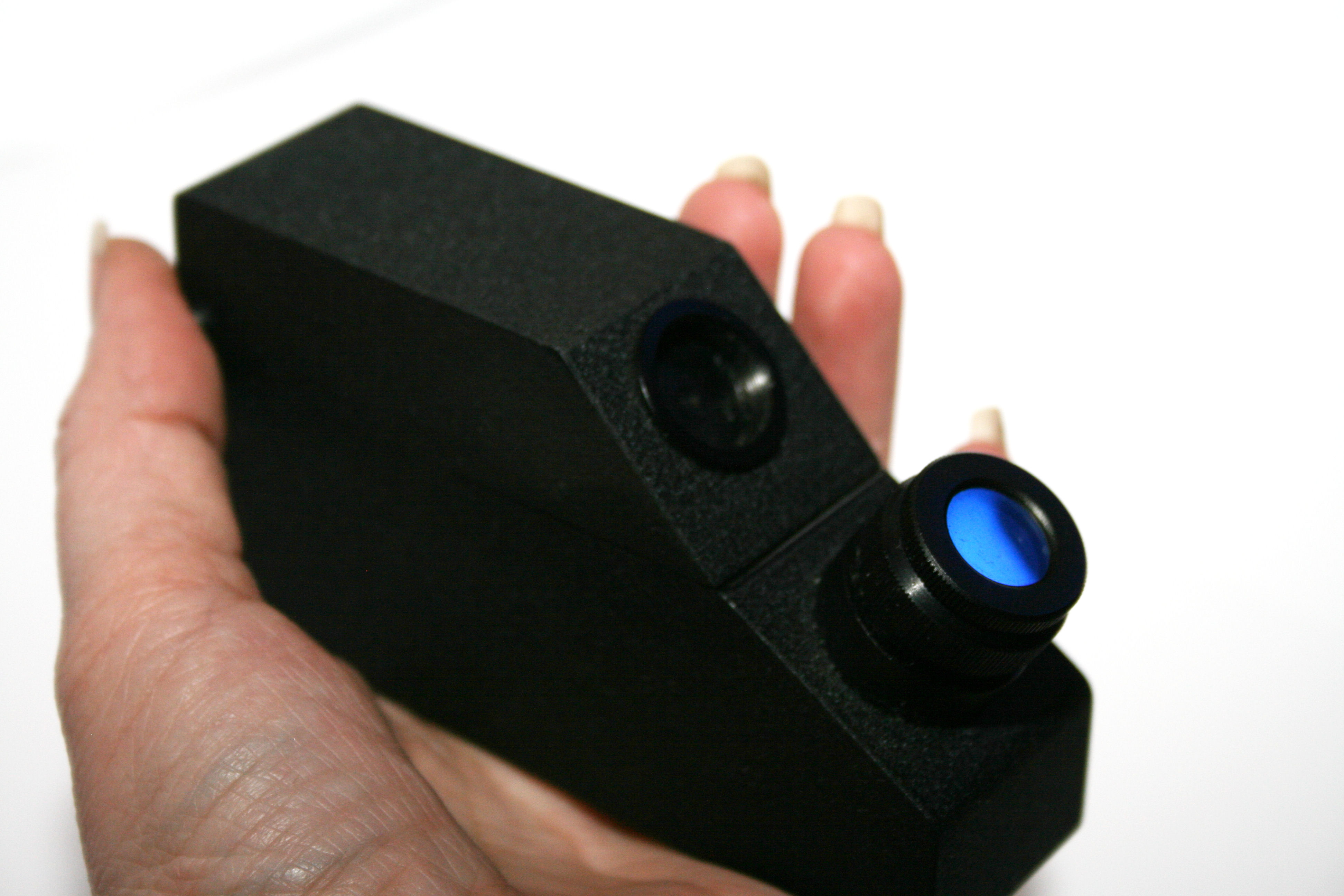
یک رفراکتومتر دستی سنتی

یک آزمون برای تعیین هویت گوهر اندازه‌گیری انکسار نور در گوهر می‌باشد. هر ماده دارای یک زاویهٔ حساس می‌باشد که بالای آن نقطه را نور به داخل منعکس می‌گردد. این را می‌توان اندازه‌گیری کرده و برای تعیین هویت گوهر استفاده نمود. به‌طور کلی این به وسیلهٔ رفراکتومتر اندازه‌گیری می‌شود، همچنین می‌توان از یک میکروسکوپ برای اندازه‌گیری استفاده کرد.

### شناسایی از طریق وزن مخصوص
وزن مخصوص به عنوان تراکم نسبی شناخته می‌شود، بسته به ترکیبات شیمیایی و نوع ساختار کریستالی تغییر می‌کند. مایعات سنگین با وزن مخصوص معین برای تست گوهر سنگ‌ها استفاده می‌شود.
وزن مخصوص با مقایسهٔ وزن گوهر در هوا با وزن گوهر معلق در آب اندازه‌گیری می‌شود.

### شناسایی از طریق طیف نما
این روش یک اصل مشابهی را برای چگونگی کار یک منشور در جداسازی نور سفید به طیف‌های رنگی آن استفاده می‌کند. طیف نمای گوهرشناسی برای تجزیهٔ جذب انتخابی نور در مادهٔ گوهر بکار گرفته می‌شود. اساساً، زمانی که نور از محیطی به محیط دیگر عبور می‌کند، خم می‌شود. نور آبی بیشتر از نور قرمز خم می‌شود. میزان انحراف نور بسته به مادهٔ گوهر است. عوامل رنگ یا کروموفورها خم‌ها را در طیف نما یا اسپکتروسکوپ نشان می‌دهند و عنصری را که در رنگ گوهر دخیل است را مشخص می‌کنند.

### گوهرشناسی در ایران (گذشته)
تاریخ دقیق گوهرشناسی در ایران مشخص نیست. ولی از آنجایی که ایران خاستگاه سنگ‌های قیمتی و نیمه قیمتی خاصی مثل فیروزه نیشابور یا عقیق خراسانی بوده و همچنین در دوران‌هایی سازندگان رکاب انگشتر با سبک خاص آن دوره فعالیت داشته‌اند، می‌توان گفت که ایران یکی از کشورهای با قدمت و با سابقه طولانی در زمینه گوهرشناسی می‌باشد. از دانشمندان برجسته این علم می‌توان به ابن سینا، ابوریحان بیرونی و خواجه نصیرالدین طوسی اشاره کرد.
با گذشت زمان، در ایران نیز توجه به این سنگ‌ها بیشتر شده و با توجه به وجود معادن فیروزه و عقیق در ایران، این دو سنگ در ایران بیشتر مورد توجه قرار گرفته‌است. از آنجایی که در زمان‌های گذشته امکان ساخت سنگ‌های قیمتی مصنوعی (سنتاتیک) وجود نداشته، گوهرشناسی در گذشته به صورت نامگذاری بر روی گوهرهای موجود مانند الماس و یاقوت و زمرد و زبرجد و عقیق و فیروزه و لعل و… انجام می‌گرفت. به عنوان مثال، یاقوت سرخ، یاقوت کبود، عقیق شجر، عقیق سلیمانی، عقیق بابا قوری و … در این دسته نامگذاری‌ها قرار می‌گیرند. کتاب «تنسوخ نامه ایلخانی» نوشتهٔ خواجه نصیرالدین طوسی در قرن هفتم هجری از اولین کتاب‌های گوهرشناسی دنیا نیز می‌باشد.

### موسسات گوهرشناسی
در حال حاضر در آزمایشگاه‌های کشورهای مختلف مانند تایلند، روسیه، ژاپن، آمریکا و برخی از کشورهای اروپایی، گوهرهای مصنوعی مانند یاقوت، زمرد، الکساندریت، اسپینل، اپال، کوارتز و الماس تولید می‌شود که برای تشخیص آن‌ها از معادل‌های طبیعی نیاز به دانش و تجربه گوهرشناسی و امکانات آزمایشگاهی ویژه ای هست.
آزمایشگاه های متنوعی در شبکه آزمایشگاهی فناوری های راهبردی حضور دارند. از نظر ساختاری، آزمایشگاه های بخش خصوصی، آزمایشگاه های دانشگاه ها، پژوهشگاه ها و موسسه های پژوهشی؛ از نظر حوزه فعالیت، آزمایشگاه های زیست فناوری، فناوری نانو، علوم شناختی، علوم و صنایع دریایی، هوایی، فضایی، ریلی، صنایع دستی، سلول های بنیادی، نفت، انرژی و نیرو، برق و الکترونیک، معدن، مواد، پلیمر، مواد غذایی و آرایشی و بهداشتی و غیره. از نظر سازمان مادر، آزمایشگاه های زیرمجموعه وزارتخانه های مختلف مانند وزارت علوم، بهداشت، صنعت، نیرو، کشاورزی و غیره، در شبکه عضو هستند که فهرست آنها در اینجا ارایه شده است.
از آزمایشگاه های زیر مجموعه شبکه فناوری های راهبردی ریاست جمهوری میتوان به موسسه گوهرشناسی تحسین و آزمایشگاه گوهرشناسی کیپا در دانشگاه خوارزمی اشاره کرد. سین